# سيد ماير
سيد ماير (بالإنجليزية: Sid Meier)‏ مواليد 24 فبراير 1954 في سارنيا، أونتاريو، كندا، هو مبرمج ومصمم ومنتج ألعاب فيديو أمريكي. أنتج العديد من ألعاب الفيديو الاستراتيجية وألعاب المحاكاة. في سنة 1982 أسس شركة ميكروبروس لتطوير ونشر ألعاب الفيديو. تعتبر سلسلة سيفيليزيشن من أشهر ألعابه. وقد حصل على العديد من الجوائز المرموقة لمساهماته في صناعة ألعاب الفيديو.

## الحياة الشخصية
ولد ماير في مدينة سارنيا، أونتاريو الكندية لأبوين من أصل هولندي. انتقل بعد ذلك إلى ميشيغان ودرس التاريخ وعلم الحاسوب، وحصل على شهادة البكالوريوس في علوم الحاسوب من جامعة ميشيغان.

## وصلات خارجية
- سيد ماير على موقع IMDb (الإنجليزية)
- سيد ماير على موقع الموسوعة البريطانية (الإنجليزية)
- سيد ماير على موقع إن إن دي بي (الإنجليزية)